# 228158 Mamankei
228158 Mamankei è un asteroide della fascia principale. Scoperto nel 2009, presenta un'orbita caratterizzata da un semiasse maggiore pari a 3,1441288 au e da un'eccentricità di 0,0230659, inclinata di 18,16469° rispetto all'eclittica.